# 머리카락

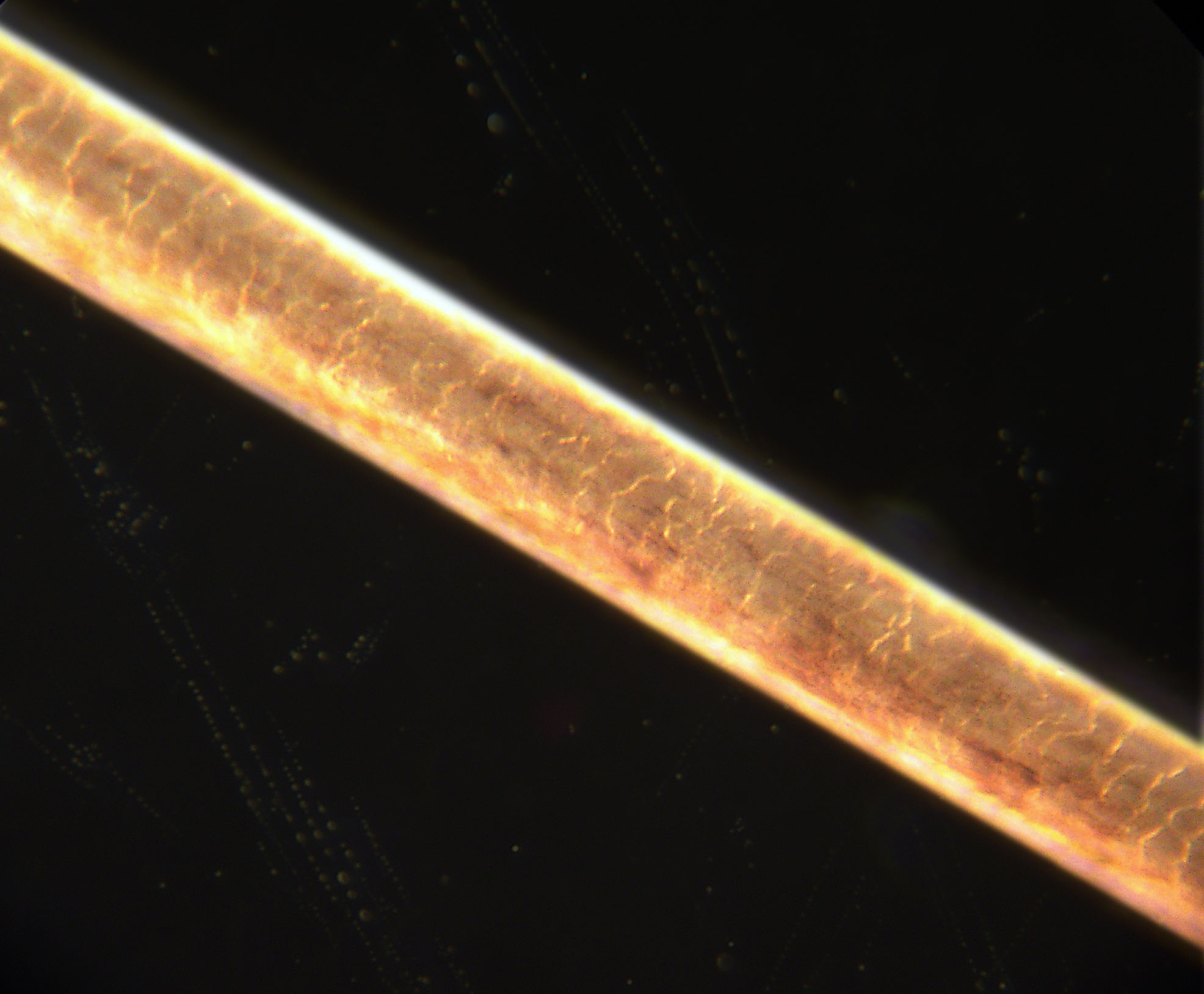
200배로 확대한 머리카락

머리카락은 사람의 머리에 나는 털, 즉 머리털의 낱개이며, 머리칼 또는 간단히 머리, 또는 두발(頭髮)이라고 말하기도 한다. 불교에서는 머리카락을 무명초(無明草)라고도 한다. 머리카락은 단백질의 일종인 케라틴으로 이루어져 있다.
머리카락은 모간(毛幹)과 모낭(毛囊)으로 구성되어 있으며, 곱슬거림의 정도나 색상은 개인에 따라 차이를 보인다. 탈모 증상을 겪는 경우도 있다. 머리카락의 성장 속도는 인종에 따라 다르며, 동양인의 경우 하루 평균 약 0.3밀리미터가 자라는 것으로 알려져 있다. 이는 개인이 약 12만 개의 머리카락을 가지고 있다고 가정할 때, 하루 동안 자라는 머리카락의 전체 길이는 약 36미터에 달한다. 머리카락은 이미 죽은 세포로 이루어져 있기 때문에, 잘리거나 뽑혀도 통증을 느끼지 않는다.

## 같이 보기
- 모발